# Crveni koralj
Crveni koralj (lat. Corallium) je zajedničko ime za vrstu Coralium rubrum i srodne vrste koralja. Vrlo važna značajka crvenog koralja je čvrsti, ružičasto ili crveno obojen kostur, koji se koristi za pravljenje nakita.

## Opis
Kolonije ovog koralja uglavnom su busenasto ili lepezasto razgranate, većinom dosežu 10 do 30 centimetara. Polipi su visoki 1 cm i imaju 8 lovki, te su bijele boje. Kostur je načinjen od kalcijeva karbonata. Obojen je različitim nijansama crvene zahvaljujući karotenoidu zvanom kantaksantin.

## Stanište
Crveni koralj raste na stjenovitom morskom dnu, obično u tamnoj okolini; čak i u pukotinama i kavernama. Ne pojavljuje se u područjima gdje je prisutna sedimentacija. Tipična vrsta, C. rubrum (prije Gorgonia nobilis) većinom živi u Sredozemnom moru te Jonskom i Jadranskom moru. Raste na dubini između 10 i 300 metara ispod razine mora. Ipak, u plićim staništima je puno rjeđi zbog prekomjernog lova na koralje.

## Vrste
Vrste roda su:
1. Corallium abyssale Bayer, 1956
2. Corallium borneanse Bayer
3. Corallium boshuense Kishinouye, 1903
4. Corallium carusrubrum Tu, Dai & Jeng, 2012
5. Corallium ducale Bayer
6. Corallium elatius Ridley, 1882
7. Corallium gotoense Nonaka, Muzik & Iwasaki, 2012
8. Corallium halmaheirense Hickson, 1907
9. Corallium imperiale Bayer
10. Corallium johnsoni Gray, 1860
11. Corallium kishinouyei Bayer, 1996
12. Corallium konojoi Kishinouye, 1903
13. Corallium laauense Bayer, 1956
14. Corallium maderense (Johnson, 1899)
15. Corallium medea Bayer, 1964
16. Corallium niobe Bayer, 1964
17. Corallium niveum Bayer, 1956
18. Corallium occultum Tzu-Hsuan Tu, Alvaro Altuna & Ming-Shiou Jeng, 2015
19. Corallium porcellanum Pasternak, 1981
20. Corallium pusillum Kishinouye, 1903
21. Corallium regale Bayer, 1956
22. Corallium reginae Hickson, 1907
23. Corallium rubrum (Linnaeus, 1758)
24. Corallium secundum Dana, 1846
25. Corallium sulcatum Kishinouye, 1903
26. Corallium taiwanicum Tu, Dai & Jeng, 2012
27. Corallium tricolor (Johnson, 1899)
28. Corallium uchidai Nonaka, Muzik & Iwasaki, 2012
29. Corallium vanderbilti Boone, 1933
30. Corallium variabile (Thomson & Henderson, 1906)